# Parc national Los Alerces
Créé en 1937, le parc national Los Alerces (en espagnol : Parque Nacional Los Alerces) est situé dans le nord-ouest de la province de Chubut, en Patagonie argentine.
Le parc fait partie avec les parcs nationaux Lanín, Nahuel Huapi, Los Arrayanes et Lago Puelo de la réserve de biosphère Andino Norpatagonica reconnue par l'Unesco en 2007.

## Description

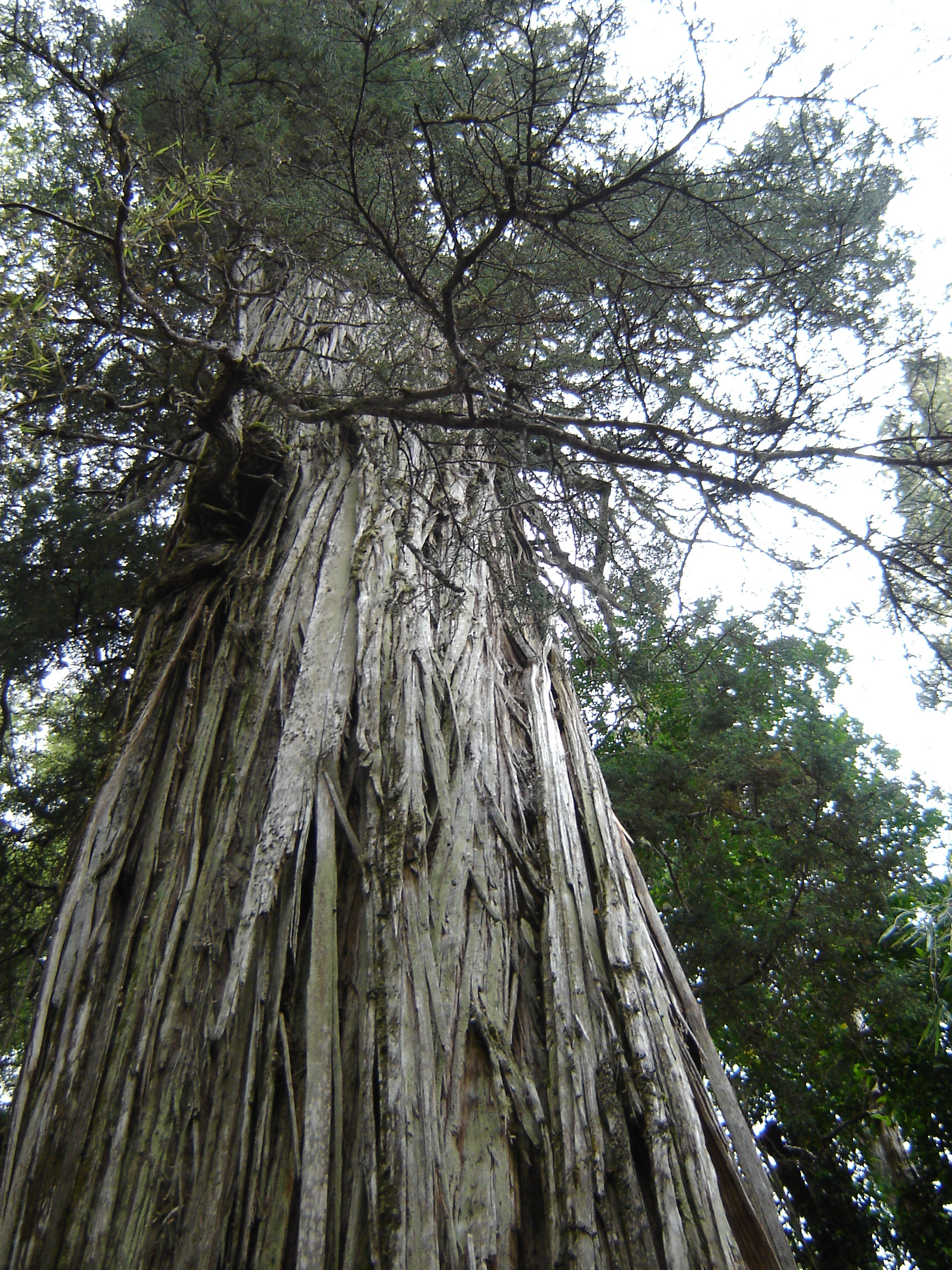
Le Cyprès de Patagonie ou Alerce (Fitzroya cupressoides) a donné son nom au parc. Situé dans le parc, celui-ci, dont l'âge est estimé à 2600 ans, mesure 57.5 mètres de hauteur et 2.3 m de diamètre.

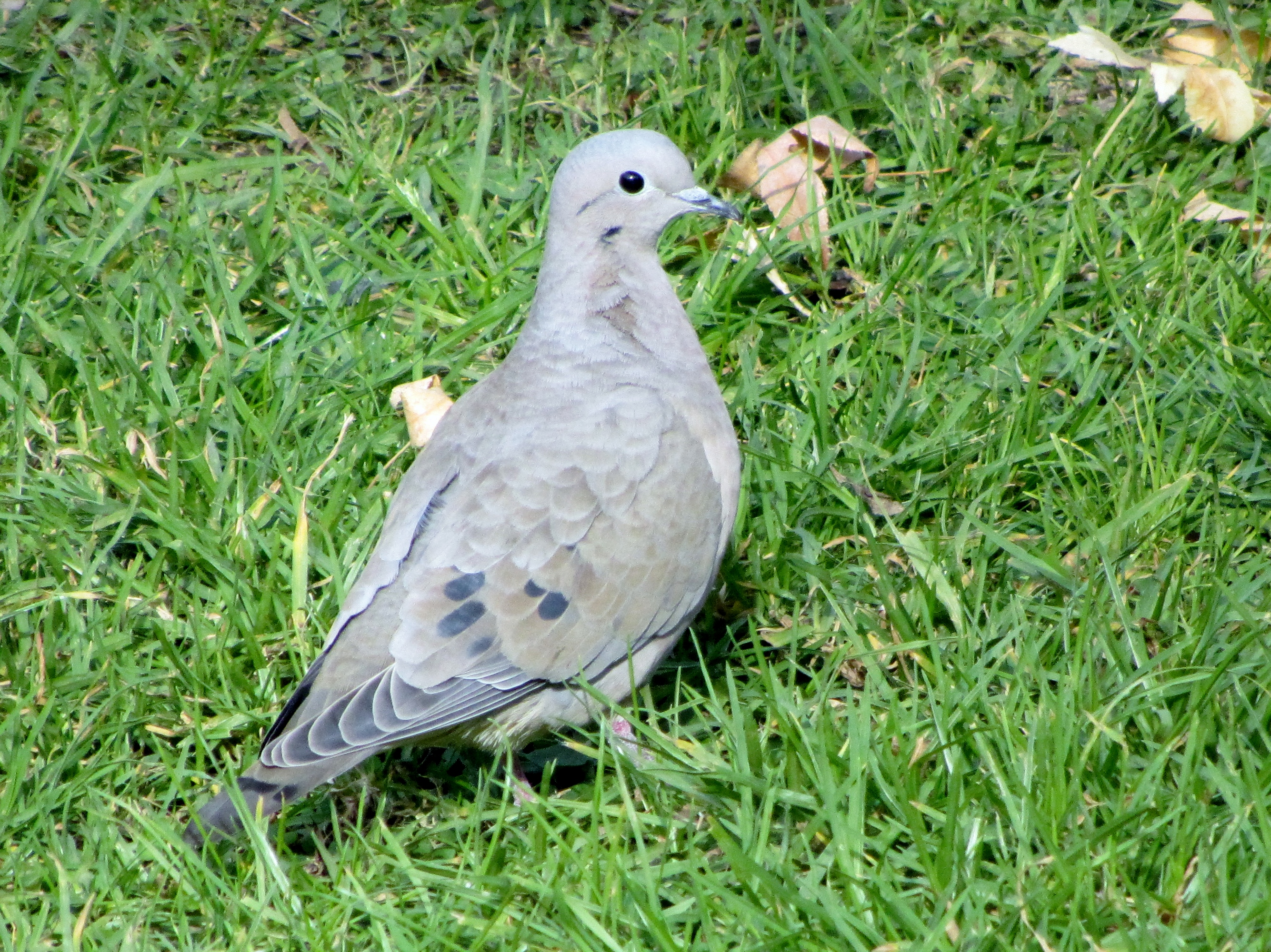
Colombe araucane ou Pigeon du Chili

Le parc comprend le lac Futalaufquen, le río Arrayanes, le lac Verde et le lac Menéndez ; il a une superficie de 263 000 hectares, soit 2 630 km2. Il a été créé pour la protection du Fitzroya (Fitzroya cupressoides), communément appelé lahuán en langue mapuche ou alerce en castillan. Cet arbre, dont la longévité est une des plus importantes, est menacé d'extinction. En 2010, Il a été classé comme « espèce menacée en danger » par l'Union internationale pour la conservation de la nature.
Le climat de cette région est tempéré froid avec des saisons très contrastées. Les hivers sont pluvieux voire neigeux ; les étés sont secs, avec des nuits fraîches.
Il est possible d'obtenir un permis de pêche et de chasse pour certaines espèces exotiques, comme le cerf élaphe, le daim, le sanglier et le lièvre, le but étant de diminuer leur influence sur les espèces autochtones et de rétablir ainsi un certain équilibre.

## Flore
Parmi les autres espèces végétales on y trouve : le coihue, le cyprès, le radal, le ñire, le maitén, le maquis et le lenga.
La rosa mosqueta, le lupin et la marguerite, des espèces invasives européennes, sont devenues un problème pour les espèces natives, vu leur nombre.

## Faune

### Oiseaux
- Buteo polyosoma ou Buse tricolore ou Aguilucho
- Caracara huppé ou Carancho (Polyborus plancus)
- Tourco rougegorge, ou Chucao terrestre
- Charpentier noir de Patagonie
- Colombe araucane
- Condor des Andes
- Conure veuve ou Cotorra austral
- Merle austral ou Zorzal de Patagonie

### Mammifères protégés
Les espèces introduites, comme le cerf élaphe, le daim, le sanglier, le vison et le lièvre, ont eu un impact important sur les espèces locales.
- Huemul
- Pudu
- Gato huiña ou Oncifelis guigna (appelé aussi Kodkod)
- Puma
- Huillín ou Loutre de Patagonie
- Tucotuco

### Poissons
Ses lacs, rivières et ruisseaux contiennent des saumons et des truites.

## Hydrologie

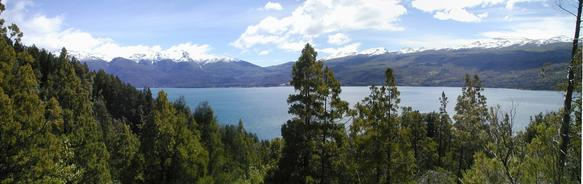
Lac Futalaufquen

Le parc se situe entièrement dans le bassin du fleuve Futaleufú. Il possède un système complexe de lacs avec plusieurs rivières affluentes ou émissaires. Les lacs les plus importants sont le lac Menéndez, le lac Rivadavia, le lac Futalaufquen le lac Krüger, le lac Cholila, le lac Verde et le lac Amutui Quimei. 
C'est un barrage hydroélectrique sur le río Futaleufú qui a créé le lac artificiel Amutui Quimei.